# Anca Elena Petcu
Anca Elena Petcu (n. 4 octombrie 1982) este o cântăreață de muzică pop-dance din România, cunoscută sub numele de Yanka Lena. Anca s-a născut în Galați, România și a făcut parte din "Școala Vedetelor" ediția a 2-a.
Anca a devenit cunoscută în România o data cu  formația Cat Love Dogs, sub îndrumarea lui Mihai Ogășanu după care a intrat în trupa ZUM și colaboratoare a emisiunii Cronicii Cârcotașilor. Sub numele Mamasita a realizat un proiect produs în colaborare cu Narcotic Sound & Christian D.

## Albume
- Zupper (Cat Love Dogs)

## Videoclipuri
- Zupper
- Zbor
- Knocking at your heart
- Făt-Frumos
- Jungle
- My heart is gone